# Ogun Records
Ogun Records is een onafhankelijk Brits platenlabel, dat in 1974 werd opgericht door het echtpaar Harry en Hazy Miller en geluidstechnicus Keith Beal. Het label is vernoemd naar de voodoo-god Ogoun. Het label richt zich op het uitbrengen van muziek van Britse en Zuid-Afrikaanse avant-garde-jazzmusici.
Het label heeft muziek uitgebracht van onder meer Lol Coxhill, The Blue Notes, The Brotherhood of Breath, het saxofoontrio S-O-S, Chris McGregor, Elton Dean, Keith Tippett, Louis Moholo, Harry Beckett en het zangkwartet Voices.
Sinds de dood van haar man in 1983 leidt Hazy Miller de onderneming in samenwerking met John Jack van Cadillac Music.